# Wahlbezirk Krain 10
Der Wahlbezirk Krain 10 war ein Wahlkreis für die Wahlen zum Abgeordnetenhaus im österreichischen Kronland Krain. Der Wahlbezirk wurde 1907 mit der Einführung der Reichsratswahlordnung geschaffen und bestand bis zum Zusammenbruch der Habsburgermonarchie.

## Geschichte
Nachdem der Reichsrat im Herbst 1906 das allgemeine, gleiche, geheime und direkte Männerwahlrecht beschlossen hatte, wurde mit 26. Jänner 1907 die große Wahlrechtsreform durch Sanktionierung von Kaiser Franz Joseph I. gültig. Mit der neuen Reichsratswahlordnung schuf man insgesamt 416 Wahlbezirke, wobei mit Ausnahme Galiziens in jedem Wahlbezirk ein Abgeordneter im Zuge der Reichsratswahl gewählt wurde. Der Abgeordnete musste sich dabei im ersten Wahlgang oder in einer Stichwahl mit absoluter Mehrheit durchsetzen. Der Wahlkreis Krain 10 umfasste die Gerichtsbezirke Großlaschnitz, Reifnitz, Seisenberg ohne die Gemeinde Langenthon und die Ortsgemeinden Banja Loka, Fara und Osilnica aus dem Gerichtsbezirk Gottschee.
Aus der Reichsratswahl 1907 ging Fran Jaklič von der Slowenischen Volkspartei als Sieger hervor. Bei der Reichsratswahl 1911 konnte sich sein Jaklič erneut durchsetzen.

## Wahlergebnisse

### Reichsratswahl 1907
Die Reichsratswahl 1907 wurde am 14. Mai 1907 durchgeführt. Die Stichwahl entfiel auf Grund der absoluten Mehrheit für Jaklič im ersten Wahlgang.
| Kandidat                                                                    | Partei                                      | Wahlkreisstimmen | Prozent |
| --------------------------------------------------------------------------- | ------------------------------------------- | ---------------- | ------- |
| Fran Jaklič                                                                 | Slowenische Volkspartei                     | 3965             | 85,0 %  |
| Skubic                                                                      | selbständiger Kandidat der Volkspartei      | 331              | 7,1 %   |
|                                                                             | slowenisch-national-fortschrittliche Partei | 287              | 6,2 %   |
|                                                                             | Sonstige Parteien                           | 79               | 1,7 %   |
| Wahlberechtigte: 6539, Ungültige/Leere Stimmen: 19, Wahlbeteiligung: 71,6 % |                                             |                  |         |

### Reichsratswahl 1911
Die Reichsratswahl 1911 wurde am 13. Juni 1911 durchgeführt. Die Stichwahl entfiel auf Grund der absoluten Mehrheit für Jaklič im ersten Wahlgang.
| Kandidat                                                                    | Partei                                                         | Wahlkreisstimmen | Prozent |
| --------------------------------------------------------------------------- | -------------------------------------------------------------- | ---------------- | ------- |
| Fran Jaklič                                                                 | Slowenische Volkspartei                                        | 4394             | 78,8 %  |
| Pucelj                                                                      | Selbständiger der slowenisch-national-fortschrittlichen Partei | 1063             | 19,1 %  |
| Visnikar                                                                    | slowenisch-national-fortschrittliche Partei                    | 100              | 1,8 %   |
|                                                                             | Sonstige Parteien                                              | 19               | 0,3 %   |
| Wahlberechtigte: 6627, Ungültige/Leere Stimmen: 74, Wahlbeteiligung: 85,3 % |                                                                |                  |         |